# Autoajuda
Autoajuda ou autoaperfeiçoamento é uma melhoria autoguiada — econômica, intelectual ou emocionalmente — muitas vezes com uma base psicológica substancial.
Quando engajadas em autoajuda, as pessoas costumam usar informações publicamente disponíveis ou grupos de apoio, tanto na Internet quanto pessoalmente, onde pessoas em situações semelhantes se reúnem. Desde os primeiros exemplos na prática jurídica autodirigida e conselhos caseiros, as conotações da palavra se espalharam e muitas vezes se aplicam particularmente à educação, negócios, psicologia e psicoterapia, comumente distribuídas através do gênero popular de livros de autoajuda. De acordo com o APA Dictionary of Psychology, os benefícios potenciais de grupos de autoajuda que os profissionais podem não ser capazes de fornecer incluem amizade, apoio emocional, conhecimento experiencial, identidade, papéis significativos e um sentimento de pertencimento.

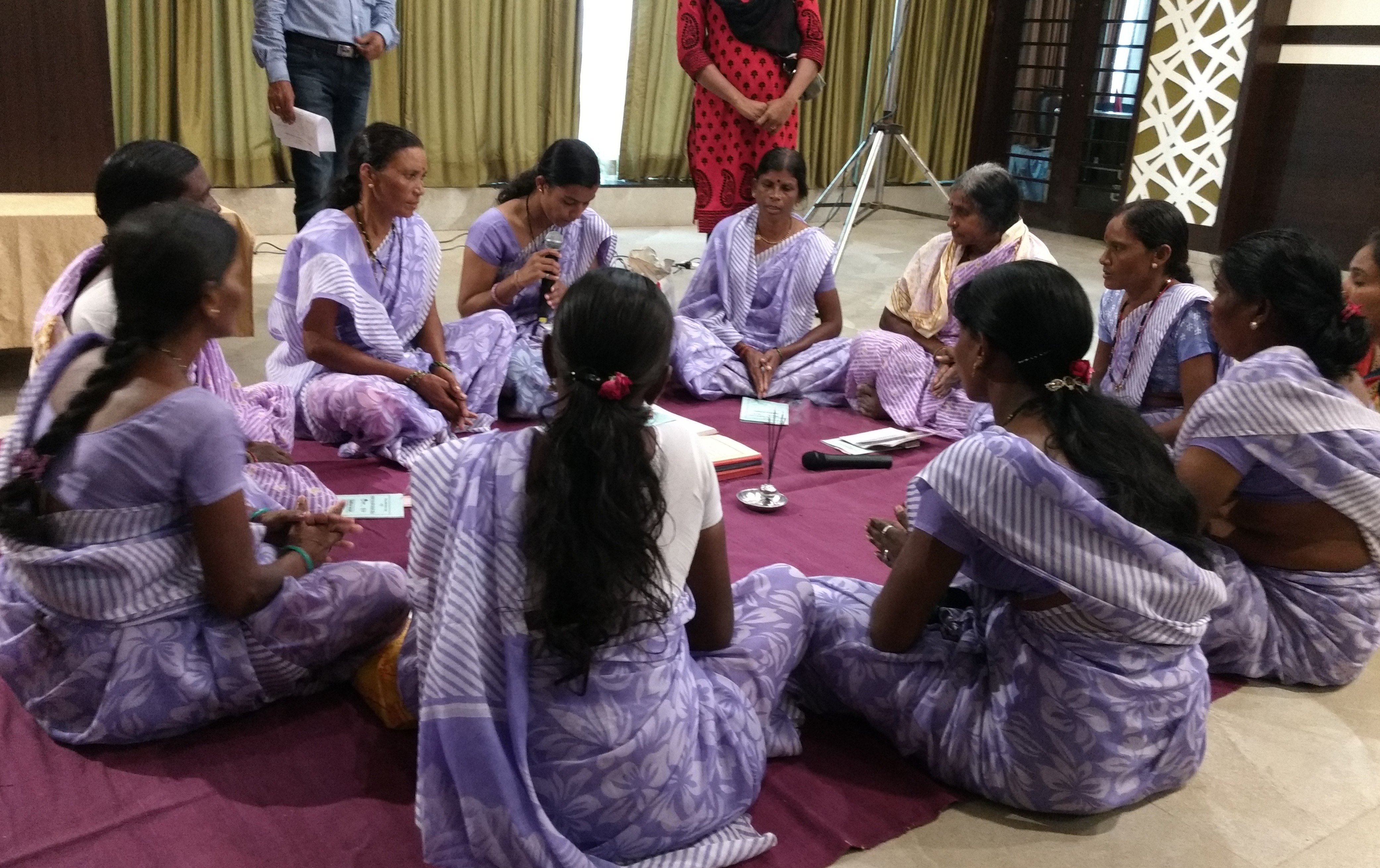
Um grupo de autoajuda de Maharashtra fazendo uma demonstração em um seminário da National Rural Livelihood Mission realizado em Chandrapur

Existem muitos programas diferentes de grupos de autoajuda, cada um com seu próprio foco, técnicas, crenças associadas, proponentes e, em alguns casos, líderes. Conceitos e termos originários da cultura de autoajuda e da cultura dos Doze Passos, como recuperação, famílias disfuncionais e codependência, tornaram-se firmemente integrados à linguagem dominante. Grupos associados a condições de saúde podem consistir em pacientes e cuidadores. Além de apresentarem membros de longa data compartilhando experiências, esses grupos de saúde podem se tornar grupos de apoioe câmaras de compensação para material educativo. Pode-se dizer que aqueles que se ajudam aprendendo e identificando problemas de saúde exemplificam a autoajuda, enquanto os grupos de autoajuda podem ser vistos mais como grupos de pares ou de apoio mútuo.

## História
Dentro da Antiguidade Clássica, Obras e Dias de Hesíodo "abre com protestos morais, martelados de todas as maneiras que Hesíodo pode imaginar." Os estóicos ofereceram conselhos éticos "sobre a noção de eudaimonia — de bem-estar, florescimento." O gênero dos escritos dos espelhos de príncipes, que tem uma longa história na literatura greco-romana e renascentista ocidental, representa um cognato secular da literatura de sabedoria bíblica. Provérbios de muitos períodos, coletados e não coletados, incorporam conselhos morais e práticos tradicionais de diversas culturas.
A palavra composta com hífen "self-help" (autoajuda em inglês) muitas vezes apareceu em 1800 em um contexto legal, referindo-se à doutrina de que uma parte em uma disputa tem o direito de usar meios legais por iniciativa própria para remediar um erro.
Para alguns, a Constituição de George Combe [1828], na medida em que defendia a responsabilidade pessoal e a possibilidade de autoaperfeiçoamento naturalmente sancionado por meio da educação ou do autocontrole adequado, inaugurou em grande parte o movimento de auto-ajuda;" Em 1841, um ensaio de Ralph Waldo Emerson, intitulado Compensação, foi publicado sugerindo que "todo homem em sua vida precisa agradecer suas falhas" e "adquirir hábitos de autoajuda" à medida que "nossa força cresce de nossa fraqueza." Samuel Smiles (1812–1904) publicou o primeiro livro de "autoajuda" de desenvolvimento pessoal autoconsciente — intitulado Self-Help — em 1859. Sua frase de abertura: "O céu ajuda aqueles que se ajudam", fornece uma variação de "Deus ajuda aqueles que se ajudam", a máxima muito citada que também apareceu anteriormente no Almanaque do Pobre Ricardo de Benjamin Franklin (1733–1758).

### Início do século XX
Em 1902, James Allen publicou As a Man Thinketh, que parte da convicção de que "um homem é literalmente o que pensa, sendo seu caráter a soma completa de todos os seus pensamentos". Pensamentos nobres, o livro sustenta, fazem uma pessoa nobre, enquanto pensamentos humildes fazem uma pessoa miserável. Várias décadas depois, Pense e Enriqueça (1937), de Napoleon Hill, descreveu o uso de pensamentos positivos repetidos para atrair felicidade e riqueza, explorando uma "Inteligência Infinita".
Na mesma época, em 1936, Dale Carnegie desenvolveu ainda mais o gênero com Como Fazer Amigos e Influenciar Pessoas. Tendo fracassado em várias carreiras, Carnegie ficou fascinado com o sucesso e sua ligação com a autoconfiança, e seus livros já venderam mais de cinquenta milhões de cópias.